# 冈茨-詹德拉西克柴油机
冈茨-詹德拉西克柴油机（匈牙利語：Ganz-Jendrassik motoroknak）是由匈牙利冈茨公司开发研制的四冲程柴油机系列，因为由机械工程师詹德拉西克·吉乔治设计而得名。在1920年代至1940年代，对于当时的技术条件而言这是一款颇为先进的柴油机，其技术性能指标在当时欧美各国的柴油机机型之中亦是相对领先的，并以结构简单可靠和较低的燃油消耗率而著称，荷兰、西班牙、英国、罗马尼亚、比利时等欧洲国家亦向冈茨公司购买了该系列柴油机的生产许可授权，装用该型柴油机的铁路机车车辆不仅广泛用于匈牙利、捷克、南斯拉夫等欧洲国家，还曾经被出口至一些亚洲和南美洲国家。

## 发展历史

### 早期发展

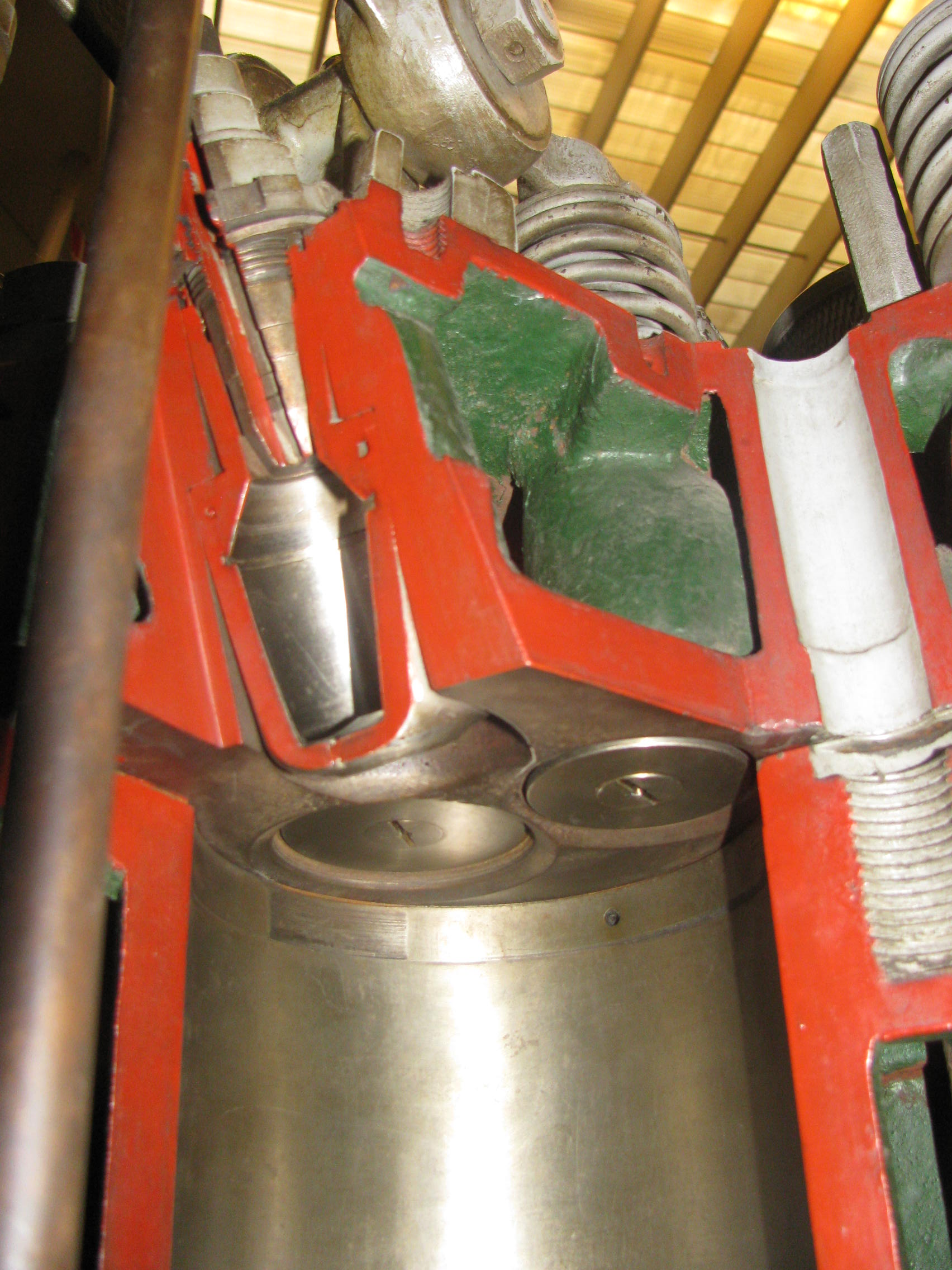
冈茨-詹德拉西克柴油机的预燃室剖面

1920年代，随着铁路牵引动力内燃化的萌芽，詹德拉西克·吉乔治意识到市场对于柴油机的需求将大幅增加。1922年，冈茨公司内燃机部门在詹德拉西克的领导下，开始研究设计中等功率的新型柴油机。1924年，詹德拉西克提出了设计方案并获得了专利，并于1927年完成单缸和双缸样机的试制，气缸内径定为130毫米。1928年，成功试制直列6缸的VI Jk 130型柴油机，标定功率为72马力，额定转速为每分钟1000转，用于匈牙利铁路的柴油轨道客车。由于匈牙利铁路需要功率更大的动力装置，随后冈茨公司又研制了VI Jk 150型柴油机，将缸径加大到150毫米，活塞行程为185毫米，标定功率提升至108马力。此后，又生产了经过改进的直列6缸或8缸结构的JmC、JmD、JaR、Jat型柴油机。
冈茨-詹德拉西克柴油机的主要特点是采用预燃室式燃烧室设计，在气缸盖中设置预燃室作为辅助燃烧室，有效改善的燃油和空气的混合气形成质量和燃烧质量。另一个特点是采用弹簧柱塞式喷油泵 ，使用弹簧作为柱塞的能量储存装置。除此之外，为了改善柴油机的冷启动性能，詹德拉西克利用空气压缩时空气密度和温度上升的热力学原理，设计了具有三个凸轮的进气门控制阀，三个凸轮分别用于运转、启动和减压，当柴油机在低温状态下启动时，中间凸轮控制进气阀仅打开吸气行程的一半，因此在吸气行程开始时产生强大的空气压力，同时使缸内空气升温并压缩热空气，通过这个程序，柴油机可在-15°C的温度下无需依靠预热器而自行启动。

### 170/240系列
1933年，由于荷兰方面对柴油机功率提出更高的要求，冈茨公司将缸径进一步加大到170毫米，活塞行程改为220毫米，至1934年行程又改为240毫米，自此冈茨的170/240系列柴油机开始投入生产。首先投产的机型包括直列6缸的VI JaR 170/240型、以及直列8缸的VIII JaR 170/240型，功率范围介乎220～320马力，额定转速为每分钟1250转。1930年代，装用该系列柴油机的铁路车辆已经出口到埃及、罗得西亚、阿根廷和印度。除此之外，冈茨公司于1933年还生产过少量缸径135毫米、行程180毫米的VI JaR 135/180型柴油机，标定功率为120马力，额定转速为每分钟1250转，用于功率较小的柴油轨道客车。
1939年，冈茨公司在已投入批量生产的直列6缸及8缸机型的基础上，研制了功率更大的V型12缸机型，也就是XII Jv 170/240型柴油机，标定功率为450马力，额定转速为每分钟1150转。1950年代，还推出16缸的XVI Jv 170/240型柴油机，标定功率为600马力，主要用于中小功率的柴油机车。除此之外，冈茨公司亦曾经尝试在道路车辆上应用高速柴油机，试制过VI JaR 105/140型（72马力，1650转）和VI JaR 110/150型柴油机（75马力、1500转），原计划用于载重货车和大型客车，但该计划没有得到进一步发展。
第二次世界大战结束后，冈茨公司恢复柴油机生产业务，并继续对冈茨-詹德拉西克柴油机进行改良。1955年，冈茨公司推出增压的XII Jvf 170/240型柴油机（型号中的“f”代表，意为增压），该机型装有瑞士勃朗-包维利股份公司（BBC）的涡轮增压器，与非增压的XII Jv 170/240型柴油机相比，在柴油机总体尺寸和重量没有太大变化的条件下，增压器使其输出功率提升了33%，标定功率为600马力，额定转速为每分钟1150转。该机型主要用于出口阿根廷、埃及、捷克斯洛伐克的柴油动车组。

### 17/24系列
根据匈牙利工业部于1953年制定的内燃机工业生产计划，要求冈茨公司在冈茨-詹德拉西克柴油机的基础上，进一步改善柴油机的可靠性、经济性和使用寿命，并以减轻柴油机的重量为改进重点。为此，冈茨公司对柴油机的材质和布局作出了一些调整，例如柴油机机体曲轴箱改为用铝合金制造，并在曲轴箱箱体两侧部分开有窗口，喷油泵和调速器改为设置在凸轮轴上方，而其他辅助装置仍被设置在发动机的前部，以电镀耐腐蚀轴承取代铜轴承，并用液压调速器取代原来的机械调速器等。经过改进之后的冈茨-詹德拉西克柴油机被定型为17/24系列柴油机，直列4缸和6缸原型机在1955年完成，12 JV 17/24型原型机于1956年初完成。
1957年，尽管原型机尚未完成耐久性试验和装车试验，冈茨公司已经将12 JV 17/24型柴油机仓促投入生产，并装用于出口埃及的DHM-1型柴油机车（埃及铁路4300型柴油机车），以及为匈牙利国铁提供的DHM-2型柴油机车（匈牙利国铁M31型柴油机车）。随着，越来越多的17/24型柴油机投入运用，该机型设计上的缺陷陆续被暴露出来，其中以机体裂纹和连杆断裂最为严重。冈茨公司花费很大努力来克服不断被发现的问题，除了加紧进行原型机试验和调整制造工艺之外，还要派出售后服务技术团队赴埃及进行维修。同时，为了减轻冈茨公司的生产负担，并且配合匈牙利国铁M44型柴油机车的投产，XVI Jv 170/240型柴油机的生产被转移到马瓦格机车厂（MÁVAG）。1959年1月1日，冈茨车辆厂与马瓦格机车厂合并，成立冈茨-马瓦格机车车辆工厂（Ganz–MÁVAG），原两家公司的内燃机部门合并经营。

### 27/34系列
此外，匈牙利工业部亦曾经计划由冈茨公司承担国产大功率柴油机的研制任务，也就是1953年国产柴油机型谱中提出的27/34型发动机，技术指标为缸径270毫米、行程340毫米、涡轮增压。实际上，詹德拉西克在二战前已经提出大功率柴油机的构想，目的是满足重载货物列车和快速旅客列车的牵引。1950年代初，冈茨公司试制了一台16缸的XVI Jv 270/340型柴油机，并且安装在DVM-3型柴油机车（匈牙利国铁M601型柴油机车）上，但试验过程中发生曲轴断裂的严重故障，加上当时已经计划生产的27/34型柴油机，因此放弃了对该型柴油机的修复和试验。27/34型发动机的设计始于1954年，并于1955年9月完成，有直列6缸和V形12缸两种结构形式，直列6缸机型（6 JSF 27/34，800马力、750转）可作为船舶和柴油机车的动力装置，而V形12缸机型（12 JVF 27/34，2000马力、850转）则用于重型柴油机车。1960年代初，匈牙利国铁决定引进瑞典NOHAB公司的M61型柴油机车，随后又按照经互会的生产分工引进苏联制造的M62型柴油机车，匈牙利国产大功率柴油机的计划最终没有实现。

## 参看
- 匈牙利国家铁路
- DVM2型柴油机车
- 匈牙利国铁M61型柴油机车